# Южный (Воротынский район)
Южный — посёлок в Воротынском районе Нижегородской области в составе Чугуновского сельсовета.

## География, природные особенности
Посёлок расположен в 1 км к югу от села Чугуны,в 1 км от федеральной трассы «Волга» и в 10 км от Воротынца. На территории поселка находится родник с высоким водным дебитом, что предопределило строительство водочного (спиртового) завода.

## История
Основан в 1880 году вначале как сельскохозяйственный хутор. В 1913 году барон Артур А. Стюарт,  дальний родственник Шотландской королевы Марии Стюарт, и второй муж Чугуновской помещицы Александры Сергеевны Зыбиной - Шиповой  на хуторе начал строить водочный завод. Строительство в связи с революцией было заброшено.  Достроили (спиртовой) только в 1928 году. Во время ВОВ в поселке была организована  большая ферма крупно-рогатого скота . Долгое время поселок именовали как Спиртзавод. В 2008 г. в поселке Южном проживали 221 человек.